# Ta’ Dbieġi
Ta’ Dbieġi – wzgórze na Malcie, w gminie Kerċem, na wyspie Gozo. Ma wysokość 177 lub 195 m n.p.m. będąc najwyższym szczytem wyspy Gozo.

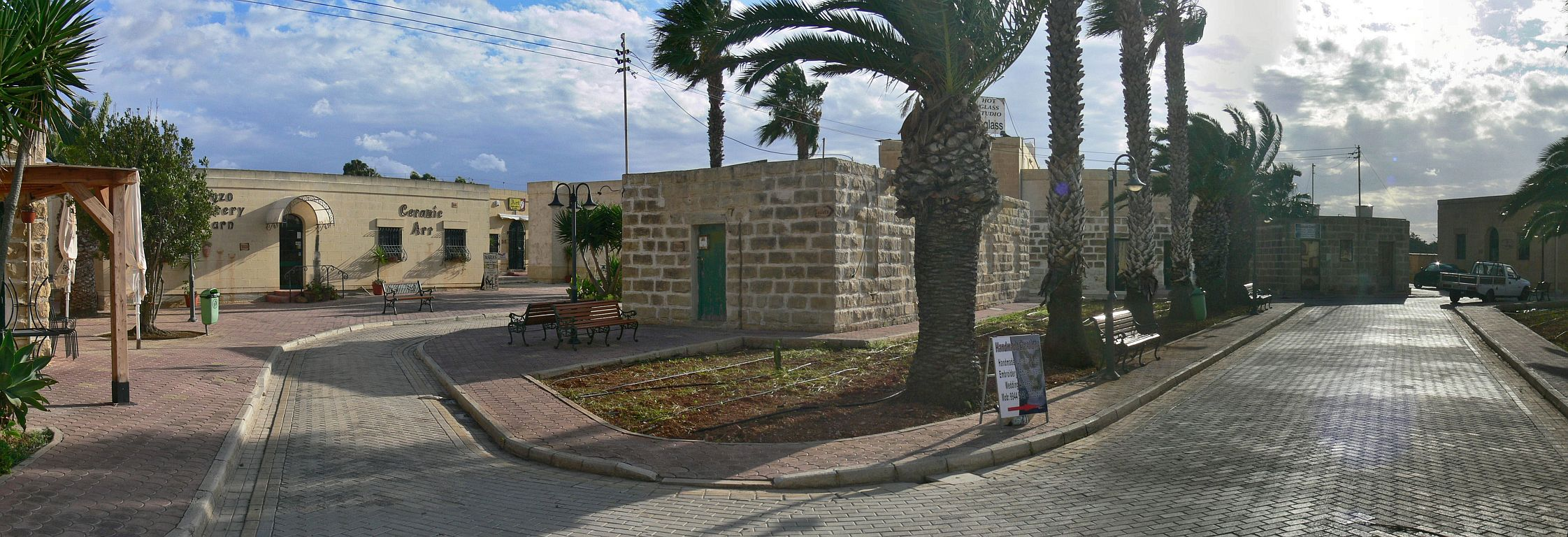
Ta' Dbiegi Crafts Village leżący u podnóża wzgórza